# Fritz Bachschmidt
Fritz Bachschmidt (* 10. September 1928 in Kehl; † 8. Mai 1992 in Köln) war ein deutscher Schauspieler.

## Leben
Nachdem Bachschmidt privaten Schauspielunterricht erhalten hatte, war er zunächst als Theaterschauspieler tätig, er stand dabei unter anderem im Stadttheater Bern und im Staatstheater in Hannover auf der Bühne.

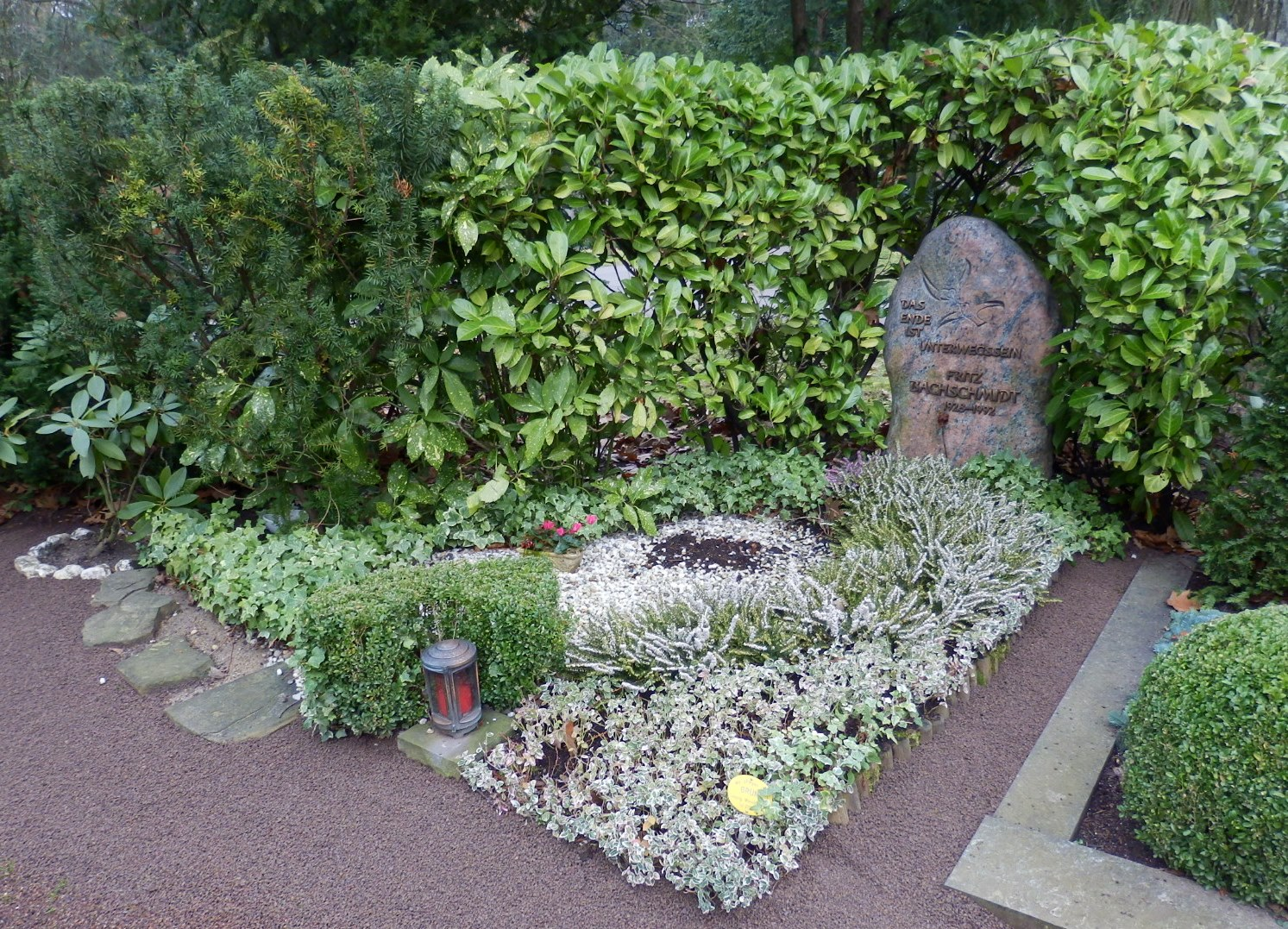
Grabstätte von Fritz Bachschmidt

Im Fernsehen war Bachschmidt beispielsweise in der ARD-Serie Lindenstraße zu sehen, wo er von Dezember 1985 (Folge 1) bis Dezember 1988 (Folge 159) die Rolle des Gottlieb Griese spielte. Weitere Rollen spielte er in den Fernsehserien Der Fahnder, Die Insel, Auf Achse, Unser Lehrer Doktor Specht und Die Schwarzwaldklinik. Daneben wirkte er auch in einigen Spielfilmen mit. Nebenbei war er auch als Synchronsprecher tätig.
Bachschmidt war mit seiner Schauspielkollegin Anke Wehner-Bachschmidt verheiratet. Ihre gemeinsame Tochter Christiane Bachschmidt ist ebenfalls als Schauspielerin tätig. 
Bachschmidt starb im Mai 1992 im Alter von 63 Jahren. Seine Grabstätte befindet sich auf dem Kölner Melaten-Friedhof (Flur 63).

## Filmografie (Auswahl)
- 1961: Butch passt aufs Baby auf
- 1963: Ein ungebetener Gast
- 1967: Es bleibt unter uns
- 1969: Asche des Sieges
- 1978: Unternehmen Rentnerkommune (TV-Miniserie)
- 1983: Unser Mann vom Südpol
- 1984: Treffer
- 1985: Der Fahnder (Fernsehserie, 1 Folge)
- 1985–1988: Lindenstraße (Fernsehserie, 159 Folgen)
- 1986: Detektivbüro Roth (Fernsehserie, 1 Folge)
- 1987: Die Insel (TV-Miniserie)
- 1988: Liebling Kreuzberg (Fernsehserie, 1 Folge)
- 1989: Die Schwarzwaldklinik (Fernsehserie, 2 Folgen)
- 1989: Auf Achse (Fernsehserie, 1 Folge)
- 1990: Der Reisekamerad
- 1990: Die Wicherts von nebenan (Fernsehserie, 1 Folge)
- 1991: Pfarrerin Lenau (Fernsehserie, 1 Folge)
- 1991: Schwarz Rot Gold (Fernsehserie, 1 Folge)
- 1992: Unser Lehrer Doktor Specht (Fernsehserie, 3 Folgen)
- 1993: Das Traumschiff – Südafrika